# Sarah Svanstedt
Sarah Svanstedt (född Swahn), född 26 maj 1981, är en svensk travkusk. Hon är sedan 2012 gift med travkusken och tränaren Åke Svanstedt.

## Karriär
Svanstedt började sin karriär hos bland andra Fredrik Linder och Flemming Jensen, och debuterade som kusk år 2000. 2004 tog hon 12 segrar på 38 starter. 2005 började hon att jobba hos Åke Svanstedt, och under 2007 segrade hon två gånger på V75, och fick även mottaga Stig H-stipendiet.
Inför Hästgalan 2010 meddelades det att hon hade ett förhållande med Åke Svanstedt. I mars 2011 föddes parets första barn, och i januari 2013 föddes parets andra barn.
I slutet av 2013 flyttade familjen till USA, och bor i Vero Beach i Florida på vintrarna och i Wrightstown i New Jersey resten av året. 2016 återupptog Svanstedt sin karriär som kusk, och segrade direkt i USA-debuten.
En av Svanstedts favorithästar är Plunge Blue Chip, som slog världsrekord den 15 juli 2018 på Meadowlands Racetrack.